# 손지윤
손지윤(1983년 2월 18일 ~ )은 대한민국의 배우이다.

## 연극
- 2007년 해무
- 2008년 러빙유
- 2009년 그들, 꿈을 그리다
- 2009년 해무
- 2009년 길삼봉뎐
- 2009년 극적인 하룻밤
- 2010년 옥탑방 고양이
- 2011년 너와 함께라면 - 강남
- 2011년 극적인 하룻밤
- 2011년 너와 함께라면 - 수원
- 2011년 해무
- 2012년 막돼먹은 영애씨
- 2012년 막돼먹은 영애씨 - 서산
- 2013년 막돼먹은 영애씨
- 2013년 나와 할아버지

## 영화
- 2017년 메소드
- 2018년 궁합
- 2019년 첫잔처럼
- 2020년 더블패티

## 드라마
- 2018년 JTBC 월화드라마 《미스 함무라비》- 이명수 부인 역
- 2019년 OCN 토일드라마 《트랩》- 부검의 역
- 2020년 tvN 토일드라마 《비밀의 숲》- 검찰실무관 역
- 2020년 OCN 토일드라마 《미씽 : 그들이 있었다》
- 2022년 SBS 금토드라마 《소방서 옆 경찰서》- 윤홍 역
- 2023년 SBS 금토드라마 《소방서 옆 경찰서 그리고 국과수》 - 윤홍 역
- 2025년 tvN 토일드라마 《감자연구소》- 윤 사장 역
- 2025년 tvN 토일드라마 《언젠가는 슬기로울 전공의생활》 - 공기선 역

## 수상 목록
- 2023년 SBS 연기대상 시즌제 드라마 부문 여자 조연상 (소방서 옆 경찰서 그리고 국과수)